# Stensætning
En stensætning er en samlebetegnelse for forhistoriske monumenter bestående af rejste sten, som danner cirkulære, firkantede eller ovale former. Enkelte stensætninger er også skibsformede. Stensætninger har gerne store kantsten i form af bautasten; rektangulære stensætninger har som oftest store hjørnesten. Skibssætninger har almindeligvis store sten i begge ender, svarende til for og agter på skibet, og mindre sten i tiltagende størrelser mellem disse.